# Heterocista
Heterociste ali heterocite so specializirane dušik fiksirajoče celice, ki nastajajo ob pomankanju dušika in se pojavljajo pri različnih nitastih cianobakterijah (modrozelenih cepljivkah), kot so vrste Nostoc punctiforme, Cylindrospermum stagnale in Anabaena sphaerica. Namenjene so vezavi zračnega (atmosferskega) dušika, ki se nahaja v dvoatomarnem stanju, pri čemer uporabljajo encim nitrogenazo. Tako fiksiran dušik cianobakterije uporabljajo v različnih biosinteznih procesih. Encim nitrogenazo prisotnost kisika onesposobi, zato imajo heterociste številne prilagoditve, najdemo pa jih v mikroanaerobnih (hipoksičnih) okoljih, kjer kisika ni ali se nahaja le v majhnih koncentracijah. V posamični koloniji cianobakterij heterociste povprečno zasedajo od 5 do 10 odstotkov celotne biomase.

## Strukturne in funkcionalne značilnosti
Med prilagoditve heterocist na njihovo okolje in funkcijo spadajo:
- celično steno heterociste gradi zunanji polisaharidni sloj in notranji glikolipidni sloj, ki je nepropusten za kisik[4][3][7]
- celice heterocist so navadno večje kot vegetativne celice[3][4][8]
- celice so blede barve ali popolnoma prozorne, kar je posledica manjše količine pigmentov (odsotni so denimo fikobilini in kratkovalovna oblika klorofila a, veliko pa je karotenoidov[8])[7][3]Na skici so s črko h označene heterociste.
- proizvodnja encima nitrogenaze in drugih beljakovin, ki so udeležene v procese vezave zračnega dušika[3]
- degradacija fotosistema II, ki je odgovoren za proizvajanje kisika[2][3]
- fotosintetske membrane (lamele) ali tilakoide se prerazporedijo[3][7][8]
- med diferenciacijo heterocist se iz citoplazme odstranijo zrnati (granularni) vključki (inkluzije), kot so granule glikogena in karboksisomi[7][8]
- vsebujejo polarne vključke, ki jih gradi cianoficin, odgovoren za upočasnitev difuzije med celicami[7]
- ker nimajo ustreznih encimov, heterociste ne morejo izvajati Kalvinovega cikla, kar pomeni, da je vezava ogljikovega dioksida omejena na sosednje vegetativne celice[3][4]

Cianobakterije običajno pridobivajo vezan ogljik (ogljikove hidrate) z opravljanjem fotosinteze. Pomanjkanje hidrolitskega razpada vode v fotosistemu II heterocistam onemogoča opravljanje fotosinteze, zaradi česar jih z ogljikovimi hidrati (najpogosteje disaharidoma saharozo in maltozo) oskrbujejo sosednje vegetativne celice. Surovine z vezanim dušikom in ogljikom med bližnjimi celicami nitastih kolonij prehajajo po kanalih. Heterociste imajo ohranjen fotosistem I, ki jim omogoča proizvajanje adenozina trifosfata (ATP) pri procesu ciklične fotofosforilacije.
Posamična heterocista se vzdolž nitaste kolonije cianobakterij pojavlja približno vsakih 10 do 20 celic. Število celic med dvema zaporednima heterocistama ostaja enako (kar velja tudi pri delitvi tovrstnih celic). Nekatere nitaste cianobakterije (kot je rod Cylindrospermopsis) proizvedejo le dve heterocisti (po eno na vsakem koncu žive niti), pri čemer ju ločuje tudi do 100 vmesnih vegetativnih celic. V določenih pogledih bakterijske niti spominjajo na večcelične organizme, ki imajo dva tipa med seboj odvisnih celic. Takšna značilnost je za prokariontske organizme izjemna in je v evolucijski zgodovini morda bila eden izmed prvih primerov nastajanja večceličnih organizmov. Po dokončni tvorbi heterociste njen vnovičen prehod v vegetativno bakterijsko celico ni več mogoč, občasno pa se nekatere bakterije, za katere je značilna prisotnost heterocist, diferencirajo v sporam podobne celice, ki se imenujejo akinete, ali gibljive celice hormogonije.

## Izražanje genov
V okoljih z nizkimi koncentracijami dušika tvorbo heterocist povzroča prepisovalni (transkripcijski) regulator NtcA. Ta vzpodbuja diferenciacijo heterocist z delovanjem na beljakovine, ki so udeležene v sam proces diferenciacije. NtcA med drugim nadzira izražanje različnih genov, kot je tudi HetR, ki je bistven za diferenciacijo heterocist, ker se veže na promotor drugih genov (npr. hetR, patS, hepA) in deluje kot prepisovalni dejavnik (transkripcijski faktor). Nedavno je bilo ugotovljeno, da so v regulacijo diferenciacije heterocist vključeni tudi geni, kot sta PatA in hetP. Prvi skrbi za pravilno razporeditev heterocist v filamentih iz mnogih bakterij in je bistven za celično delitev. Nastajanje heterocist je zavrto, kadar je v bližini prisoten vir vezanega dušika, kot so nitrati in amonijak. Tvorbi heterocist naj bi bilo namenjeno kar 25 odstotkov bakterijskega genoma, kar zajema okoli 1000 genov. Sama diferenciacija pri temperaturi 30 stopinj Celzija poteka približno 20 ur.

## Simbiotska razmerja
Mnoge heterociste so povezane v simbiotska razmerja z različnimi rastlinskimi taksoni. V takšnem odnosu se heterocista ne razvije kot posledica razpoložljivosti oziroma nerazpoložljivosti dušika, temveč tvorbo sprožijo rastlinski signali. Takšne heterociste rastlinam priskrbijo vezan dušik, medtem ko v zameno prejmejo vezan ogljik v obliki ogljikovih hidratov. Mehanizmi nastajanja heterocist pod vplivom rastlinskih signalov niso popolnoma razumljeni, prav tako ni znano, na katero stopnjo diferenciacije heterociste deluje rastlina. Ugotovljeno je bilo, da je za simbiotsko razmerje pri heterocistah nujna prisotnost ntcA, saj bakterije z mutiranimi ntcA ne morejo okužiti (inficirati) rastlin.

### OdnosAnabaena-Azolla
Med bolje poznane simbiotske odnose med rastlinami in cianobakterijami spada odnos Anabaena-Azolla, pri katerem sodelujeta cianobakterija rodu Anabaena in vodna praprot rodu Azolla. Anabaena prebiva v steblu in v notranjosti listov te praproti. Rastlina izvaja fotosintezo in delež nastalih sladkorjev nameni cianobakteriji, ki tako dobi potreben vir vezanega ogljika, pri čemer tega nato uporabi v procesih pridobivanja energije. V zameno heterociste vegetativne celice in rastlinske celice oskrbujejo z vezanim dušikom v obliki amonijaka, ki je vir dušika in spodbuja rastlinsko rast.
Odnos Anabaena-Azolla se uporablja tudi v kmetijstvu. V Aziji prav to vodno praprot, ki vsebuje različne vrste cianobakterij rodu Anabaena, sadijo na polja in plantaže, kjer je dušika le malo, saj rastlina v simbiotskem razmerju deluje kot naravno gnojilo. Ponekod se rastlino s cianobakterijami daje v živalsko krmo. Različni tipi razmerja Azolla-Anabaena so primerni za variabilne razmere in lahko vplivajo na večji prirast pridelkov. Pokazano je bilo, da tako gnojeni riževi nasadi dajo več pridelka kot polja brez cianobakterij, pri čemer je gnojen pridelek tudi kvalitetnejši. Običajno se rastline Azolla-Anabaena sadi pred in potem, ko so na poljih posajene rastline riža. Med rastjo vodne praproti s cianobakterijami zbirajo vezan dušik, ki je posledica delovanja encima nitrogenaze v heterocistah, pri čemer energija za izvedbo procesa posredno izvira iz ogljikovih hidratov, ki jih heterocistam priskrbijo vegetativne celice in praprot. Po odmrtju takšnih rastlin in sledeči razgradnji (mineralizaciji) se v prst sprostijo visoke koncentracije vezanega dušika, fosforja in organskega ogljika, kar ustvari idealno okolje za rast riževih nasadov.
Odnos Azolla-Anabaena naj bi bil koristen tudi kot možna metoda za odstranjevanje onesnažil iz okolja, kar imenujemo fitoremediacija. Bakterije rodu Anabaena so skupaj z vrsto Azolla caroliniana uspešne pri odstranjevanju urana, strupenega polutanta, ki se nabira kot posledica rudarjenja, kot tudi težkih kovin živega srebra in kroma iz onesnažene odpadne vode.